# Eugène Minkowski
Pour les articles homonymes, voir Minkowski.
Eugeniusz Minkowski (né à Saint-Pétersbourg le 17 avril 1885 et mort à Paris 7e le 15 novembre 1972) est un psychiatre et psychopathologue français d'origine polonaise.

## Biographie

### Jeunesse et formation
Eugeniusz Minkowski appartient à une famille juive polonaise. Il est le deuxième fils d'August Minkowski (1848-1943), négociant en grains et banquier et de Tekla Lasecka (Lichtenbaum). Né à Saint-Pétersbourg, il retourne avec sa famille à Varsovie à l'âge de 7 ans. Après avoir envisagé des études de philosophie et de mathématiques, il entame des études de médecine à l'université de Varsovie. Cette partie de la Pologne est alors sous la domination russe et les cours y sont alors dispensés en russe, ce à quoi s'oppose un mouvement étudiant auquel s'associe Minkowski. Pendant la révolution de 1905, les cours à l'université de Varsovie sont suspendus. Fiché par la police, Minkowski est contraint de poursuivre ses études à l'étranger. Il part à Breslau, ensuite à Gottingue et finalement à l'université de Munich terminer son cursus médical en 1909 avant de se rendre l'année suivante à Kazan pour valider son diplôme en Russie. C'est à l'occasion de ce voyage à Kazan qu'il fait la connaissance de sa future épouse, Franziska (Frania) Brokman, elle aussi diplômée en médecine, des universités de Berne et de Zurich.
Minkowski poursuit ensuite des études de philosophie et de mathématiques à Munich où il suit les conférences d'Alexander Pfänder et de Moritz Geiger. Très impressionné par L'Essai sur les données immédiates de la Conscience d'Henri Bergson tout autant que par la phénoménologie des sentiments de sympathie de Max Scheler, il songe alors à abandonner la médecine.
En 1913 il épouse Franziska qui prend le nom de Minkowska et le couple s'établit à Munich. Mais sujets russes, le déclenchement de la première guerre mondiale les contraint à quitter l'Allemagne et s'installer à Zurich. Françoise Minkowska est volontaire à la Clinique psychiatrique du Burghölzli chez le professeur Eugen Bleuler. Grâce à son épouse, Eugène Minkowski y trouve un poste d'assistant bénévole aussi.
En mars 1915, Minkowski s'engage comme médecin militaire dans l'armée française. Il passe deux ans en première ligne et participe aux batailles de la Somme et de Verdun comme médecin du 3e bataillon du 151e RI. Son courage lui vaut plusieurs citations, la Légion d’honneur et la croix de guerre avec trois citations. À la fin de la guerre, il part en Allemagne avec les troupes d’occupation.
Démobilisé en 1920, convaincu par son épouse, Minkowski décide de s’établir en France. Sans diplôme français, il doit reprendre ses études médicales à Paris où il soutient sa thèse en 1926. Pendant cette période, il reçoit des patients à son domicile, travaille dans des maisons de santé privées comme l’actuelle clinique Jeanne d’Arc de Saint-Mandé, fait des consultations dans divers hôpitaux dont l’hôpital Henri Rousselle, et travaille bénévolement durant 25 ans au Foyer de Soulins pour enfants caractériels à Brunoy dès sa fondation, avant d’en devenir très rapidement le responsable médical. Il y introduira les méthodes de pédagogie curative dont le test de Rorschach adapté à la clinique psychiatrique par Françoise Minkowska et l’analyse et l’interprétation des dessins d’enfants qu’elle développait.

### Carrière psychiatrique
En 1925, Minkowski devient membre de la Société médico-psychologique, dont il est élu président en 1947. Cette même année, il est cofondateur de la société et la revue L'Évolution psychiatrique. En 1926 il soutient à Paris sa troisième thèse de médecine La notion de perte de contact vital avec la réalité et ses applications en psychopathologie.
Il poursuit également ses travaux sur la schizophrénie entrepris lors de son séjour au Burghölzli, sous la direction d’Eugen Bleuler. Il publie La Schizophrénie en 1927, ouvrage dans lequel il revendique l’importance de la psychopathologie face à la psychiatrie traditionnelle. Dans Temps vécu  paru en 1933, insiste sur l’importance du psychisme pour la compréhension de la structure normale et des déviations pathologiques. Puis, dans Vers une cosmologie (1936), il s’achemine vers une philosophie anthropologique pour « mettre au premier plan la façon particulière et unique en son genre dont l’être humain se situe dans le monde et s’ouvre à lui ».
Contacté par l'Œuvre de secours aux enfants en 1933, Minkowski devient président de son Comité exécutif. Pendant la Seconde Guerre mondiale, Minkowski continue à diriger de Paris cette organisation qui sauve de la déportation et de la mort plusieurs milliers d'enfants juifs. Arrêtés à leur domicile le 23 août 1943, pour	être déportés,	Eugène	Minkowski et sa	femme ont la chance d’être libérés le jour même grâce à la présence d’esprit de leur fille et aux interventions de Michel Cénac, du groupe de L'Évolution psychiatrique, et de Marcel Stora de l’Union générale des israélites de France (UGIF).

### Dernières années, mort et hommages
En 1946 il donne à Bâle une conférence sur les souffrances psychologiques consécutives aux persécutions nazies. Par ailleurs, il intervient comme expert dans des procès intentés en réparation de ces crimes,.
Ses obsèques en 1972 donnent lieu à de nombreux hommages, dont celui d'Henri Ey et de résistants.
Vladimir Jankélévitch lui adresse ces mots : « Fragile et éphémère, la vie derrière elle laisse des traces indélébiles. Rien ne saurait plus les effacer. Elles n'ont pas à connaître l'usure du temps. Elles sont éternelles. La vie a passé par là. Pour court qu'ait été son passage, le Cosmos s'en est imprégné. Rien ne saurait plus jamais l'oublier. »

## Activités de recherches
Influencé d'abord par le philosophe Bergson et son concept d'élan vital, et par la phénoménologie des sentiments de la sympathie de Max Scheler, Eugène Minkowski engage ses observations sur les bases d'une phénoménologie et postule que la base même du processus de la schizophrénie est une perte du contact avec la réalité. Il écrit en 1921 que la « schizophrénie n'est pas une maladie mentale mais la maladie mentale », qu'il conçoit comme une anthropologie du sujet. Il développe en 1923 le concept de rationalisme morbide, caractéristique de certains états schizophréniques.
Avec Henri Ey il est l'un de ceux qui ont modifié la psychiatrie française cantonnée à l'époque dans une approche positiviste. Il a connu Husserl et Ludwig Binswanger à Zurich.

## Publications

### Ouvrages
- 1927 La schizophrénie, Psychopathologie des schizoïdes et des schizophrènes, Paris, Payot;
- 1933 Le Temps vécu. Étude phénoménologique et psychopathologique, d’Artrey, prix Marcelin-Guérin de l'Académie française en 1937
- 1936 Vers une cosmologie. Fragments philosophiques, 1936, Aubier-Montaigne, Paris, prix Marcelin-Guérin de l'Académie française en 1937, (Réédition : Les Editions des Compagnons d'Humanité, "Bibliothèque de l'existence", Paris, 2021).
- 1966 Traité de psychopathologie, PUF, Paris
- Du temps de l'Étoile Jaune, 1945
- 1997 Au-delà du rationalisme morbide, L'Harmattan,  (ISBN 978-2738457936)
- 2002 La Lutte intérieure, écrits cliniques, textes rassemblés par Bernard Granger, Éditions Eres; (ISBN 2-86586-967-9)
- F. Minkowska et E. Minkowski La psychopathologie infantile et le test de Rorschach
- 2022 Métaphysique du devenir. A la recherche de..., Les Editions des Compagnons d'Humanité, coll. « Bibliothèque de l'existence », Paris, 2022.

### Articles
- 1923 Étude psychologique et analyse phénoménologique d'un cas de mélancolie schizophrénique, Journal de psychologie normale et pathologique, 20, 543-558.
- 1925 La genèse de la notion de schizophrénie et ses caractères essentiels, L'Évolution psychiatrique, vol. 1 (1925), pp. 193-236.
- 1926 (en) « Bergson's Conceptions as applied to Psychopathology » Journal of Nervous and Mental Disease 1926;63(4):553-68[8].
- 1927 « De la rêverie morbide au délire d'influence » L'Évolution psychiatrique, vol. 2  (1927), pp. 130-184
- 1938 « À propos de l'hygiène mentale : Quelques réflexions » Annales Médico-Psychologiques, avril 1938.
- 1946 « L'Anesthésie Affective » Annales Médico-Psychologiques 1946;104:80-8.
- 1947 (en) « The Psychology of the Deportees » American OSE Review 4, Summer-Fall 1947.
- 1963 « Vers quels horizons nous emmène Bachelard » Revue Internationale de Philosophie, 17e année, no. 66, fasc 4, 1963.
- 1964 « Métaphore et Symbole » Cahiers Internationaux de Symbolisme, no 5.
- 1965 « À l'origine le un et le deux sont-ils nécessairement des nombres ? À propos du monisme et du dualisme » Revue philosophique de Louvain, Volume 63.